# FC Juárez Femenil
El Fútbol Club Juárez Femenil, también conocido como Bravas, es un club de fútbol profesional de la Primera División Femenil de México con sede en Ciudad Juárez, Chihuahua, México. Fue fundado el 11 de junio de 2019, juega de local en el Estadio Olímpico Benito Juárez, que cuenta con una capacidad para 19,703 personas y se encuentra ubicado en el área de El Chamizal.

## Historia
El 11 de junio de 2019 se aprobó la compra de la franquicia de Lobos BUAP por parte del FC Juárez, por lo que los Bravos ocuparon su lugar en Primera División, además de heredar sus números en la tabla de cocientes y la participación en los Torneos de Fuerzas Básicas Sub-13, Sub-15, Sub-17 y Sub-20, además de la obligatoriedad de contar con un equipo en la Liga MX Femenil.
Tras la adquisición, Juárez se vio obligado a confeccionar un equipo de fútbol femenil de cara al Apertura 2019.
El 15 de julio de 2019 se celebró el primer partido oficial del equipo con un empate por un gol ante el León.
En junio de 2023, Milagros Martínez dejó de ser la entrenador del equipo. Entrenador actual Óscar Fernández, procedente del Atlético de Madrid femenino

## Indumentaria

### Proveedor
| Período     | Proveedor |
| ----------- | --------- |
| 2017 – 2021 | Carrara   |
| 2021 – 2025 | Sporelli  |

### Patrocinadores
| - Flō Network - Juárez - Hágalo - Superette - Del Río | - S-Mart - Betcris - The Water House - UACJ - Tecate |

## Jugadoras

### Altas y bajas: Apertura 2024
Fecha de actualización: 8 de junio de 2024
| Altas             | Altas         | Altas                     |
| Jugadora          | Posición      | Procedencia               |
| ----------------- | ------------- | ------------------------- |
| Karla Morales     | Portera       | Club Puebla               |
| Giselle Espinoza  | Defensa       | Club de Fútbol Pachuca    |
| Liliana Mercado   | Mediocampista | Tigres de la UANL         |
| Aurélie Kaci      | Mediocampista | Club América              |
| Dayana Martin     | Delantera     | Club América              |
| Desirée Monsiváis | Delantera     | Club Universidad Nacional |

 En Pretemporada existen jugadoras del equipo piloto, se contemplarán como altas si son registradas para el torneo.
| Bajas             | Bajas         | Bajas             |
| Jugadora          | Posición      | Destino           |
| ----------------- | ------------- | ----------------- |
| Sumiko Gutierrez  | Defensa       | Deportivo Toluca  |
| Andrea Hernández  | Mediocampista | Tigres de la UANL |
| Yuki Watari       | Delantera     | Tampa Bay Sun FC  |
| Rebeca Villuendas | Delantera     | Agente Libre      |

Existen casos de jugadoras que estaba en el equipo piloto y fichan para otro equipo, la jugadora se considerará baja las que debutan en liga.

### Fuerzas Básicas

#### Sub-19
- La jugadora ya debutó en Primera División.

### Jugadoras internacionales
| Selección                                  | Categoría | Jugadoras                                        | #     |
| ------------------------------------------ | --------- | ------------------------------------------------ | ----- |
| México                                     | Absoluta  | Andrea Hernández, Eva Gonzalez, Jasmine Casárez. | (3)   |
| México                                     | Sub-20    | Gabriela Archondo                                | 1 (1) |
| México                                     | Sub-17    | Alexa Gurrola                                    | 1 (1) |
| Ghana                                      | Absoluta  | 'Grace Asantewaa'                                | 1 (1) |
| Tanzania                                   | Absoluta  | Julitha Singano                                  | (1)   |
| Zambia                                     | Absoluta  | Prisca Chilufya                                  | 1 (1) |
| Fecha de actualización: 23 de mayo de 2024 |           |                                                  |       |

Se consideran jugadoras internacionales si han recibido llamado a selecciones nacionales en los últimos 12 meses. Con negritas se muestran aquellas jugadoras que han sido llamadas en la última convocatoria.

## Plantillas Importantes

### 11 Inicial en Liga
Juárez Femenil inicia su participación en la Liga MX Femenil el lunes 15 de julio de 2019 en el Estadio Nou Camp, empatando a 1 con el Club León. El autogol fue de Berenice Anchondo (20') y el gol a favor fue anotado por Flor Rodríguez (83'). 
| Alineación: - Silvia Machuca - Karen Loya - Karen Fileto - Berenice Anchondo - Brenda Alvarado - Carmen González - Georgina Peralta - Verónica Pérez - Jessica Vázquez - Flor Rodríguez - Silvia Elicerio - D.T. Ángel Balderas |  | S. Machuca K. Loya K. Fileto B. Anchondo B. Alvarado C. González G. Peralta V. Pérez J. Vázquez F. Rodríguez S. Elicerio |

### Primer amistoso internacional
Las Bravas, durante la fecha FIFA de marzo de 2020, se enfrentó a UDEP El Paso en El Paso, Texas, marcando este encuentro como su primer partido internacional. El equipo perdió el encuentro 2 a 0.
| Alineación: - Stefani Jiménez - Melissa Sosa - Alexandra Aguilar - Alexa Frías - Cyntia Jiménez - Gabriela Ibarra - Cindy Caro - Selena Castillo - Daniela Reza - Aylin Villalobos - Jessica Vázquez - D.T. Gabino Amparán |  | S. Jiménez M. Sosa A. Aguilar A. Frías C. Jiménez G. Ibarra C. Caro S. Castillo D. Reza A. Villalobos J. Vázquez |

### 1erPartido de Liguilla
Las Bravalácticas inician su participación en la fase final de la Liga MX Femenil en los cuartos de final del torneo Clausura 2023 el viernes 19 de mayo de 2023 en el Estadio Olímpico Benito Juárez, cayendo 3 a 1 ante el Club América. El gol a favor fue anotado por Andrea Hernández (70').
| Alineación: - Natalia Acuña - María Sánchez - Paola González - Sumiko Gutiérrez - Miriam Castillo - Miah Zuazua - Andrea Hernández - Myra Delgadillo - Jasmine Cásarez - Blanca Solís - Jermaine Seoponsenwe - D.T. Milagros Martínez |  | N. Acuña M. Sánchez P. González S. Gutiérrez M. Castillo M. Zuazua J. Cásarez M. Delgadillo A. Hernández B. Solís J. Seoponsenwe |

## Estadísticas

### Primera División
Actualizado al último partido disputado el: 13 de mayo de 2024
| TORNEO        | PJ  | PG | PE | PP | GF  | GC  | DIF  | PTS | POSICIÓN                                     | LOGRO                                        | EFE (%) |
| ------------- | --- | -- | -- | -- | --- | --- | ---- | --- | -------------------------------------------- | -------------------------------------------- | ------- |
| Apertura 2019 | 18  | 1  | 4  | 13 | 8   | 37  | -29  | 7   | 18.º                                         | –                                            | 13      |
| Clausura 2020 | 9   | 1  | 3  | 5  | 7   | 15  | -8   | 6   | Suspendido debido a la pandemia por COVID-19 | Suspendido debido a la pandemia por COVID-19 | 22.2    |
| Apertura 2020 | 17  | 3  | 2  | 12 | 13  | 44  | -31  | 11  | 17.º                                         | –                                            | 21.6    |
| Clausura 2021 | 17  | 3  | 3  | 11 | 15  | 28  | -13  | 12  | 17.º                                         | –                                            | 23.5    |
| Apertura 2021 | 17  | 1  | 2  | 14 | 11  | 41  | -30  | 5   | 18.º                                         | –                                            | 9.8     |
| Clausura 2022 | 17  | 3  | 2  | 12 | 18  | 29  | -11  | 11  | 18.º                                         | –                                            | 21.6    |
| Apertura 2022 | 17  | 7  | 1  | 9  | 24  | 28  | -4   | 22  | 11.º                                         | –                                            | 43.1    |
| Clausura 2023 | 19  | 8  | 4  | 7  | 32  | 27  | 5    | 28  | 6.º                                          | Cuartos de final                             | 49.1    |
| Apertura 2023 | 17  | 7  | 5  | 5  | 28  | 23  | 5    | 26  | 9.º                                          | –                                            | 51      |
| Clausura 2024 | 19  | 7  | 7  | 5  | 33  | 22  | 11   | 28  | 8.º                                          | Cuartos de final                             | 49.1    |
| TOTAL         | 167 | 41 | 33 | 93 | 189 | 294 | -105 | 156 | 14.º                                         | 2 Cuartos de final                           | 31.14 % |

### Participación internacional
| Partidos internacionales | Partidos internacionales | Partidos internacionales | Partidos internacionales | Partidos internacionales | Partidos internacionales | Partidos internacionales |
| N.º                      | Fecha                    | Localidad                | Local                    | Res.                     | Visitante                | Certamen                 |
| ------------------------ | ------------------------ | ------------------------ | ------------------------ | ------------------------ | ------------------------ | ------------------------ |
| 1                        | 7 de marzo de 2020       | El Paso                  | UTEP El Paso             | 2:0                      | FC Juárez Femenil        | Partido amistoso         |
| 2                        | 1 de julio de 2021       | Ciudad Juárez            | FC Juárez Femenil        | 4:1                      | El Paso Surf             | Partido amistoso         |
| 3                        | 3 de julio de 2022       | El Paso                  | El Paso Surf             | 0:10                     | FC Juárez Femenil        | Partido amistoso         |
| 4                        | 4 de julio de 2023       | Chicago                  | Midwest Panthers         | 5:1                      | FC Juárez Femenil        | Partido amistoso         |
| 5                        | 8 de julio de 2023       | Chicago                  | Indiana Hammond          | 0:7                      | FC Juárez Femenil        | Partido amistoso         |
| 6                        | 3 de abril de 2024       | El Paso                  | UTEP El Paso             | 0:0                      | FC Juárez Femenil        | Partido amistoso         |

## Goles históricos

### Goles en Liga
| Gol                                            | Fecha                    | Jugador                     | Rival                  | Resultado | Notas                                  |
| ---------------------------------------------- | ------------------------ | --------------------------- | ---------------------- | --------- | -------------------------------------- |
| 1                                              | 15 de julio de 2019      | Flor Rodriguez (83')        | Club León              | 1 - 1     | Primer gol Liga                        |
| 50                                             | 18 de octubre de 2021    | Alejandra Curiel (86')      | Club de Fútbol Pachuca | 1 - 3     | Gol número 50                          |
| Más rápido                                     | 26 de septiembre de 2022 | 'Jermaine Seoponsenwe' (1') | Club Necaxa            | 3 - 0     | Gol más rápido de la liga (9 segundos) |
| 100                                            | 8 de enero de 2023       | Sumiko Gutiérrez (55')      | Mazatlán Fútbol Club   | 7 - 0     | Gol número 100                         |
| Fecha de actualización: 3 de noviembre de 2023 |                          |                             |                        |           |                                        |

## Máximas goleadoras
Actualizado al último partido disputado el: 4 de mayo de 2024

### Máximas goleadoras en liga
| Pos    | Nacionalidad    | Nombre              | Goles |
| ------ | --------------- | ------------------- | ----- |
| 1.º    | México          | Jasmine Casarez     | 31    |
| 2.º    | México          | Miah Zuazua         | 14    |
| 3.º    | México          | Atzimba Casas       | 13    |
| 4.º    | México          | Blanca Solís        | 11    |
| 4.º    | Zambia          | Prisca Chilufya     | 10    |
| 5.º    | Japón           | Yuki Watari         | 8     |
| 6.º    | México          | Andrea Hernández    | 7     |
| 6.º    | Sudáfrica       | Jermaine Seoposenwe | 7     |
| 8.º    |                 |                     |       |
| México | Celeste Vidal   | 6                   |       |
| México | Arely Vázquez   | 6                   |       |
| México | Silvia Elicerio | 6                   |       |

| Máximas goleadoras en temporada regular | Máximas goleadoras en temporada regular | Máximas goleadoras en temporada regular | Máximas goleadoras en temporada regular |
| Pos                                     | Nacionalidad                            | Nombre                                  | Goles                                   |
| --------------------------------------- | --------------------------------------- | --------------------------------------- | --------------------------------------- |
| 1.º                                     | México                                  | Jasmine Casarez                         | 30                                      |
| 2.º                                     | México                                  | Miah Zuazua                             | 14                                      |
| 3.º                                     | México                                  | Atzimba Casas                           | 13                                      |
| 4.º                                     | México                                  | Blanca Solís                            | 11                                      |
| 5.º                                     | Zambia                                  | Prisca Chilufya                         | 9                                       |
| Máximas goleadoras en liguilla          |                                         |                                         |                                         |
| Pos                                     | Nacionalidad                            | Nombre                                  | Goles                                   |
| 1.º                                     | México                                  | Jasmine Casarez                         | 1                                       |
| 1.º                                     | México                                  | Andrea Hernández                        | 1                                       |
| 1.º                                     | Zambia                                  | Prisca Chilufya                         | 1                                       |

### Máximas anotadoras por temporada
| Máximas anotadoras por temporada regular de liga | Máximas anotadoras por temporada regular de liga | Máximas anotadoras por temporada regular de liga |
| Torneo                                           | Jugadora                                         | Goles                                            |
| ------------------------------------------------ | ------------------------------------------------ | ------------------------------------------------ |
| Apertura 2019                                    | Flor Rodríguez                                   | 3                                                |
| Apertura 2019                                    | Arely Vázquez                                    | 3                                                |
| Clausura 2020 *                                  | Atzimba Casas                                    | 4                                                |
| Apertura 2020                                    | Atzimba Casas                                    | 5                                                |
| Clausura 2021                                    | Atzimba Casas                                    | 4                                                |
| Apertura 2021                                    | Miah Zuaxua                                      | 3                                                |
| Apertura 2021                                    | Alejandra Curiel                                 | 3                                                |
| Clausura 2022                                    | Celeste Vidal                                    | 3                                                |
| Clausura 2022                                    | Jasmine Casárez                                  | 3                                                |
| Apertura 2022                                    | Blanca Solís                                     | 5                                                |
| Clausura 2023                                    | Jasmine Casárez                                  | 7                                                |
| Apertura 2023                                    | Jasmine Casárez                                  | 8                                                |
| Clausura 2024                                    | Jasmine Casárez                                  | 9                                                |

| Máximas anotadoras por liguilla | Máximas anotadoras por liguilla              | Máximas anotadoras por liguilla              |
| Torneo                          | Jugadora                                     | Goles                                        |
| ------------------------------- | -------------------------------------------- | -------------------------------------------- |
| Clausura 2020                   | Suspendido debido a la pandemia por COVID-19 | Suspendido debido a la pandemia por COVID-19 |
| Clausura 2023                   | Jasmine Casárez                              | 1                                            |
| Clausura 2023                   | Andrea Hernández                             | 1                                            |

## Jugadoras Extranjeras
| Jugadora             | Posición      | Edad    | Procedencia           | Destino            | Duración            |
| -------------------- | ------------- | ------- | --------------------- | ------------------ | ------------------- |
| Jasmine Casarez *    | Delantera     | 28 años | Puerto Rico Sol F. C. | Sigue en el club   | Cl. 2022 - Presente |
| Jermaine Seoponsenwe | Delantera     | 31 años | S.C. Braga            | C. de F. Monterrey | Ap. 2022 - Ap. 2023 |
| Julitha Singano      | Defensa       | 27 años | Simba Queens          | Sigue en el club   | Ap. 2022 - Presente |
| Yuki Watari          | Mediocampista | 25 años | UTS Firehawks         | Agente Libre       | Ap. 2023 - Cl. 2024 |
| Grace Asantewaa      | Mediocampista | 24 años | Real Betis Balompié   | Sigue en el club   | Ap. 2023 - Presente |
| Prisca Chilufya      | Delantera     | 26 años | Fatih Karagümrük S.K. | Sigue en el club   | Ap. 2023 - 2025     |

*La jugadora se nacionalizó mexicana.

## Entrenadores
Actualizado al último partido disputado el: 13 de mayo de 2024
| Entrenador            | Temporada     | PJ | PG | PE | PP | TR | GF | GC | DIF | PTS | POS                                          | Resultado                                    | EFE (%) |
| --------------------- | ------------- | -- | -- | -- | -- | -- | -- | -- | --- | --- | -------------------------------------------- | -------------------------------------------- | ------- |
| Aaron Balderas        | Apertura 2019 | 8  | 0  | 2  | 6  | 0  | 8  | 37 | -29 | 7   | 18.º                                         | Fase Regular                                 | 8.3     |
| Aaron Balderas        | Total         | 8  | 0  | 2  | 6  | 0  | 8  | 37 | -29 | 7   | 18.º                                         | Fase Regular                                 | 8.3 %   |
| Gabino Amparán        | Clausura 2020 | 9  | 1  | 3  | 5  | 0  | 7  | 15 | -8  | 6   | Suspendido debido a la pandemia por COVID-19 | Suspendido debido a la pandemia por COVID-19 | 22.2    |
| Gabino Amparán        | Apertura 2020 | 17 | 3  | 2  | 12 | 0  | 13 | 44 | -31 | 11  | 17.º                                         | Fase Regular                                 | 21.6    |
| Gabino Amparán        | Total         | 26 | 4  | 5  | 17 | 0  | 20 | 59 | -39 | 17  | 17.º                                         | Fase Regular                                 | 21.8 %  |
| Ana Cristina González | Clausura 2021 | 17 | 3  | 3  | 11 | 0  | 15 | 28 | -13 | 12  | 17.º                                         | Fase Regular                                 | 23.5    |
| Ana Cristina González | Apertura 2021 | 17 | 1  | 2  | 14 | 0  | 11 | 41 | -30 | 5   | 18.º                                         | Fase Regular                                 | 9.8     |
| Ana Cristina González | Clausura 2022 | 16 | 3  | 2  | 11 | 1  | 18 | 29 | -11 | 11  | 18.º                                         | Fase Regular                                 | 22.9    |
| Ana Cristina González | Total         | 50 | 7  | 7  | 36 | 1  | 44 | 98 | -54 | 28  | 18.º                                         | Fase Regular                                 | 18.7 %  |
| Milagros Martínez     | Apertura 2022 | 17 | 7  | 1  | 9  | 0  | 24 | 28 | -4  | 22  | 11.º                                         | Fase Regular                                 | 43.1    |
| Milagros Martínez     | Clausura 2023 | 19 | 8  | 4  | 7  | 0  | 32 | 27 | 5   | 28  | 6.º                                          | Cuartos de final                             | 49.1    |
| Milagros Martínez     | Total         | 36 | 15 | 5  | 16 | 0  | 56 | 55 | 1   | 50  | 9.º                                          | 1 Cuartos de final                           | 46.3 %  |
| Óscar Fernández       | Apertura 2023 | 17 | 7  | 5  | 5  | 0  | 28 | 23 | 5   | 26  | 9.º                                          | Fase Regular                                 | 51      |
| Óscar Fernández       | Clausura 2024 | 19 | 7  | 7  | 5  | 0  | 33 | 22 | 11  | 28  | 8.º                                          | Cuartos de final                             | 49.1    |
| Óscar Fernández       | Total         | 36 | 14 | 12 | 10 | 0  | 61 | 55 | 16  | 54  | 9.º                                          | 1 Cuartos de final                           | 50 %    |